# North Perrott
North Perrott is een civil parish in het bestuurlijke gebied South Somerset, in het Engelse graafschap Somerset met 246 inwoners.